# Раушер, Ульрих
Ульрих Карл Пауль Раушер (нем. Ulrich Rauscher; 26 июня 1884, Штутгарт — 18 декабря 1930, Санкт-Блазиен) — немецкий юрист, журналист и дипломат. Посол Германии в Грузии (1920—1922) и Польше (1922—1930).

## Биография
Родился в богатой буржуазной семье. В 7-летнем возрасте стал сиротой. Воспитывался в семье родственников. С 1906 года изучал право в Мюнхене, Страсбурге, Гейдельберге и Оксфорде.
Работал корреспондентом либеральной газеты Frankurter Zeitung в Страсбурге и Берлине, сотрудничал с несколькими другими изданиями.
Участник Первой мировой войны. В 1914—1916 годах служил в Военной пресс-службе и в политическом отделе бельгийского генерал-губернаторства в Брюсселе. В 1917—1918 годах — артиллерист на Западном фронте, с июля 1918 года — вновь журналист в Берлине.
После ноябрьской революции в Германии и окончания мировой войны вступил в Социал-демократическую партию Германии (СДПГ). С ноября 1918 года был личным секретарём первого премьер-министра Веймарской республики (канцлера) Филиппа Шейдемана . В январе 1919 года возглавил пресс-службу правительства Веймарской республики, с августа 1919 года возглавлял правительственный отдел печати и МИДа. В марте 1920 года одним из первых публично призвал к всеобщей забастовке против Капповского путча.

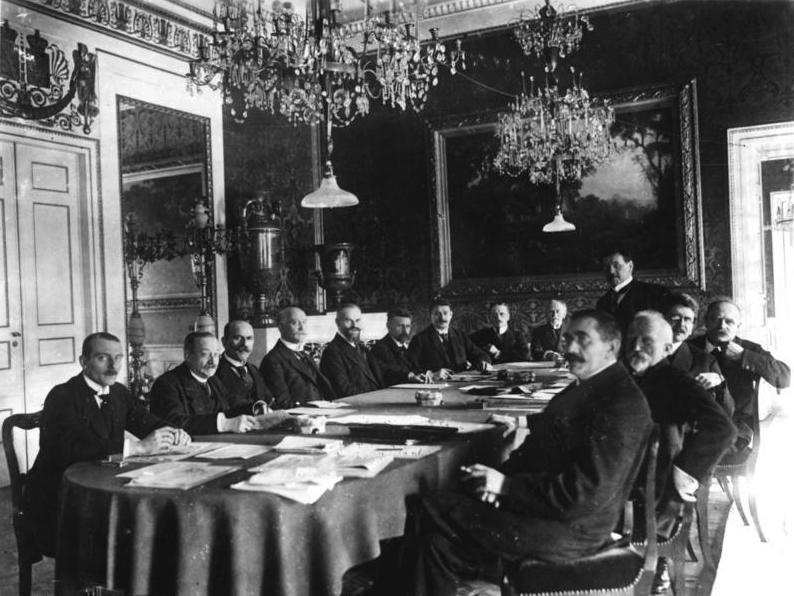
Первое заседание кабинета Филиппа Шейдемана 13 февраля 1919 года в Веймаре. Слева направо: Ульрих Раушер, Роберт Шмидт, Ойген Шиффер, Филипп Шейдеман, Отто Ландсберг, Рудольф Виссель, Густав Бауэр, Ульрих фон Брокдорф-Ранцау, Эдуард Давид, Гуго Прейсс (стоит), Йоханнес Гисбертс, Йоханнес Белль, Георг Готгейн, Густав Носке

В июле 1920 года — уполномоченный, с января 1921 года — руководитель германской миссии в Грузинской демократической республике.
В апреле 1922 года назначен немецким послом в Польской республике.
Умер внезапно после кратковременной болезни.